# Гонки «Пушечное ядро» 2
«Гонки „Пушечное ядро“ 2» — кинофильм.

## Сюжет
Вторые гонки без правил должны пройти в обратном направлении — с запада на восток. На этот раз Шейх назначил приз в 1 млн $ гонщику, который первым доберётся из Калифорнии в Коннектикут. На старт в этом заезде вышли как ранее участвовавшие, так и новые гонщики. Сможет ли Джей-Джей выиграть в этот раз?

## В ролях
- Бёрт Рейнольдс — Джей-Джей МакЛур
- Дом Делуиз — Виктор Принци / Капитан Хаос
- Дин Мартин — Джейми Блейк
- Сьюзан Энтон — Джил
- Кэтрин Бах — Марси
- Сэмми Девис мл. — Моррис Фендербаум
- Джейми Фарр — шейх Абдул-бен-Фалафел, нефтяной магнат
- Джек Элам — доктор Николас Ван Хелсинг
- Мэрилу Хеннер — Бетти
- Ширли Маклейн — Вероника
- Джеки Чан — Джеки Чан, механик Mitsubishi
- Ричард Кил — Арнольд, гонщик Mitsubishi
- Фрэнк Синатра — Фрэнк Синатра
- Рикардо Монтальбан — король Абдул-бен-Фалафел
- Телли Савалас — Еврей Каплан
- Молли Пикон — миссис Голдфэрб
- Джордж Линдси — дядюшка Кэл

## Награды и номинации

### Награды
- 1985 Golden Screen
  - Golden Screen

### Номинации
- 1985 «Золотая малина»
  - Худшая мужская роль (Бёрт Рейнольдс)
  - Худшая женская роль (Ширли Маклейн)
  - Худший режиссёр (Хэл Нидэм)
  - Худший фильм (Альберт С. Рудди)
  - Худший сценарий (Брок Йэйтс, Харви Миллер, Хэл Нидэм)
  - Худшая мужская роль второго плана (Сэмми Девис, мл.)
  - Худшая женская роль второго плана (Сюзан Энтон)
  - Худшая женская роль второго плана (Мэрилу Хеннер)